# Popovo Saddle
Der Popovo Saddle (englisch; bulgarisch Поповска седловина Popowska sedlowina) ist ein 1550 m hoher Bergsattel auf Smith Island im Archipel der Südlichen Shetlandinseln. In der Imeon Range liegt er zwischen dem Drinov Peak im Norden und dem Sevlievski Peak im Süden. Er stellt die Wasserscheide zwischen dem Owetsch-Gletscher im Osten und dem Tschuprene-Gletscher im Südwesten dar.
Bulgarische Wissenschaftler kartierten ihn 2009. Die bulgarische Kommission für Antarktische Geographische Namen benannte ihn im selben Jahr nach der Stadt Popowo im Nordosten Bulgariens.